# Le Raincy (quận)
Quận  Le Raincy là một quận của Pháp, nằm ở tỉnh Seine-Saint-Denis,  ở vùng Île-de-France. Quận này có 13 tổng và  16 xã.

## Các đơn vị hành chính

### Các tổng
Các tổng của quận Le Raincy là: 
1. Aulnay-sous-Bois-Nord
2. Aulnay-sous-Bois-Sud
3. Le Blanc-Mesnil
4. Gagny
5. Livry-Gargan
6. Montfermeil
7. Neuilly-Plaisance
8. Neuilly-sur-Marne
9. Noisy-le-Grand
10. Le Raincy
11. Sevran
12. Tremblay-en-France
13. Villepinte

### Các xã
Các xã của quận Le Raincy, và mã INSEE  là: 
| 1. Aulnay-sous-Bois (93005)  | 2. Clichy-sous-Bois (93014)    | 3. Coubron (93015)            | 4. Gagny (93032)           |
| 5. Gournay-sur-Marne (93033) | 6. Le Blanc-Mesnil (93007)     | 7. Le Raincy (93062)          | 8. Livry-Gargan (93046)    |
| 9. Montfermeil (93047)       | 10. Neuilly-Plaisance (93049)  | 11. Neuilly-sur-Marne (93050) | 12. Noisy-le-Grand (93051) |
| 13. Sevran (93071)           | 14. Tremblay-en-France (93073) | 15. Vaujours (93074)          | 16. Villepinte (93078)     |